# Estrée (Saint-Denis)

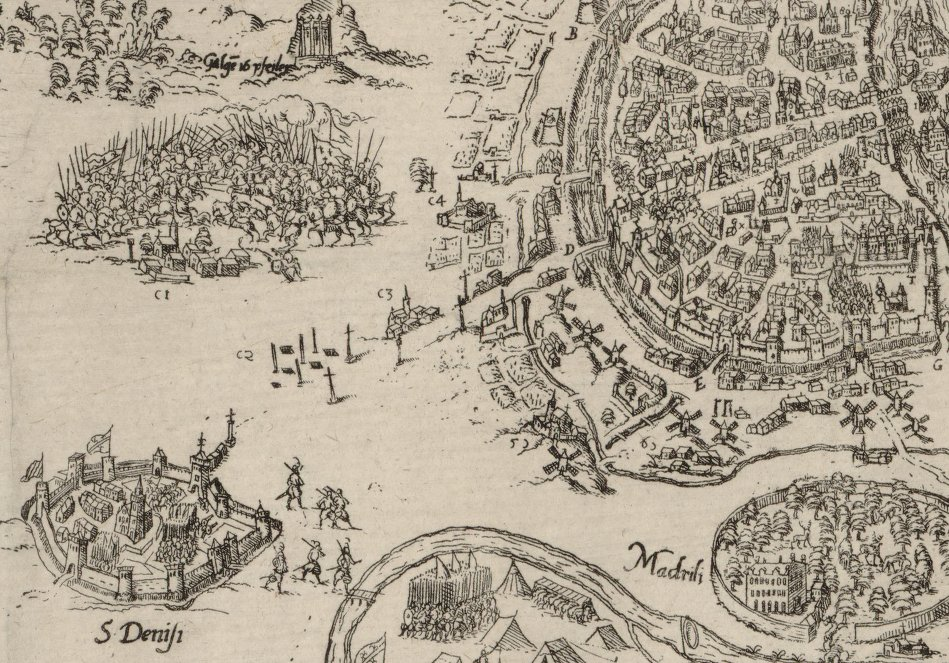
Carte de Mathis Zundten, 1565 (Gallica, BNF).

Pour l’article homonyme, voir Estrée (Pas-de-Calais).
Pour les articles ayant des titres homophones, voir Estrées.
L'Estrée (du latin via strata lapide, voie couverte de pierres plates) est une ancienne route qui allait de Paris à Saint-Denis en suivant le parcours de la Nationale 1.

## Situation et tracé

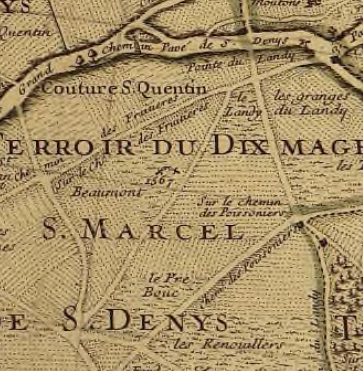
Plan du terroir de St Denis en France et des paroisses de la Chapelle, d'Aubervilliers, de la Cour-neuve, de Stains, de Pierrefitte, de Villetaneuse, d'Epinay, et St. Ouën / par P. Loriot. Y figure un Chemin pavé de Saint-Denis.

Elle partait du centre de Paris, traversait la Plaine-Saint-Denis de façon rectiligne, sur un plateau de marnes et de calcaire, jusqu'à la Basilique. Elle passait par trois sites associés à saint Denis et à son martyre ; ses reliques d'abord présentes au Pas-de-la-Chapelle (église de Saint-Denis-de-la-Chapelle), furent transférées en 627, sous Clotaire II, dans une ancienne chapelle dédiée à saint Pierre dont l'actuelle basilique de Saint-Denis est l'héritière.
Il faut distinguer trois lieux :
- celui du martyr, au Lendit ;
- la première sépulture sur laquelle sainte Geneviève éleva une basilique au Ve siècle à Parisius ;
- la seconde à Catolacus à l’emplacement que le saint céphalophore aurait désigné et où son corps reposa après une translation de relique vers 627.

Ces trois endroits sont situés sur le chemin qui du sud au nord unissait Paris à Saint-Denis et qu’au Moyen Âge on appela l'Estrée.
L'Estrée passait par un monticule appelé Montjoie dans lequel l'historienne Anne Lombard-Jourdan voit un élément d'un site culturel, économique et politique gaulois et dont l'abbaye de Saint-Denis sut récupérer le rayonnement et la sacralité à son profit et celui de la royauté franque puis française.
Ce chemin pavé était bordé de sept croix monumentales édifiées par Philippe III le Hardi aux endroits où il s'arrêta quand il ramena vers l'abbaye le corps de son père le roi Louis IX. Ces croix, situées à proximité du monticule appelé Montjoie, lieu du martyre supposé de saint Denis, furent à leur tour qualifiées de montjoies. La Montjoie fut arasée, mais elle a donné son nom à un lieu-dit puis à un quartier de la Plaine-Saint-Denis, ainsi qu'à la rue de la Montjoie.
Une autre montjoie se trouvait au lieu-dit La Croix Penchée, au niveau du 143, avenue du Président-Wilson à La Plaine Saint-Denis, au croisement avec la route de Saint-Ouen à Saint-Denis, et qui marquait la limite entre l'oppidum de Paris et la plaine du Lendit. Son inclinaison est attribuée à un miracle survenu en 1274, lorsque celle qui était jusqu'ici dénommée la Croix aux Fins (Crux ad fines) s'inclina en signe de respect devant un calice contenant une hostie consacrée, dérobé en l'église Saint-Gervais et dissimulé à ses pieds. Cet endroit marquait la séparation entre les voiries et justices de Paris et Saint-Denis.
La voie croise ensuite l'ancien chemin du Landy qui allait de l'Église Saint-Ouen-le-Vieux, au bord de la Seine, à l'Église Notre-Dame-des-Vertus d'Aubervilliers.
Au niveau de la « rue des Moulins-Gémeaux » à Saint-Denis, après le franchissement du Croult (actuellement recouvert), elle rejoignait la Via Agrippa venant de Chalon-sur-Saône, et qui évitait Lutèce à cause des boucles de la Seine. Elle se divisait à cet endroit appelé bourg de l'Estrée, en deux branches :
- L'une au Nord, rejoignant bientôt la Via Agrippa de Chalon-sur-Saône à la Mer du Nord via Pierrefitte, Sarcelles, Amiens ;
- L'autre, la Chaussée Jules César vers l'Ouest en direction d'Enghien, Ermont[10], Pierrelaye, Saint-Ouen-l'Aumône, Pontoise, Rouen[11].

Elle fut réalignée de La Chapelle à Saint-Denis en 1724 sous Louis XV qui détermina son gabarit actuel en ordonnant que cette chaussée avec ses accotements auroit 18 toises de largeur et qu’il seroit fait de chaque côté une contre-allée plantée chacune de deux rangées d’arbres de 18 pieds.

## Histoire et archéologie
Suger rappelle la présence sur la route de l’Estrée entre Paris et Saint-Denis de deux colonnes de marbre se dressant près de cet endroit, et qu'il compare à celles d’Hercule à Gadès,. Le principal jalon sur la route était une croix de pierre dite Crux ad Fines (croix aux limites) qui figure sur tous les plans de la Plaine Saint-Denis jusqu’à la Révolution ; limite des droits respectifs du roi et de l’abbaye, les cortèges royaux faisaient une pause en cet endroit et les rencontres avec les rois étrangers y avaient lieu,.
Sur le plan de Paris et de ses environs de Mathis Zundten (1565), entre Paris et Saint-Denis, à l’endroit exact occupé par la Montjoie et sous le nom « Le Landi », sont figurés, à côté de deux croix, des colonnes et des blocs de pierre, vestiges de ruines antiques.
Le musée Carnavalet conserve en outre un tableau d'un peintre anonyme de la fin du XVIe siècle représentant sainte Geneviève à proximité de l'Estrée, assise à l’intérieur d’un cercle de pierres dressées, attestant de la présence d'un véritable cromlech au Lendit et montrant ce qui pourrait être le Perron.

## Sources historiques
Elle est mentionnée dans la Table de Peutinger et l'Itinéraire d'Antonin.
Son tracé est aisé à suivre sur la carte de Mathis Zundten de 1565, où apparaissent aussi l'emplacement de la Foire du Lendit (C2), l'Église Saint-Denys de la Chapelle (C3), l'Église Saint-Laurent (Paris) (C4).
Son nom apparaît notamment dans l'église Saint-Denis-de-l'Estrée, proche de la route pavée menant à Rouen, la toute proche église Saint-Martin de l'Estrée (Mentionnée pour la première fois en 994-996 dans la Vita Sancti Odilonis de Jotsaud de Cluny.) et dans les noms de plusieurs communes nommées Estrées tel Estrées-Saint-Denis.